# Tubolare

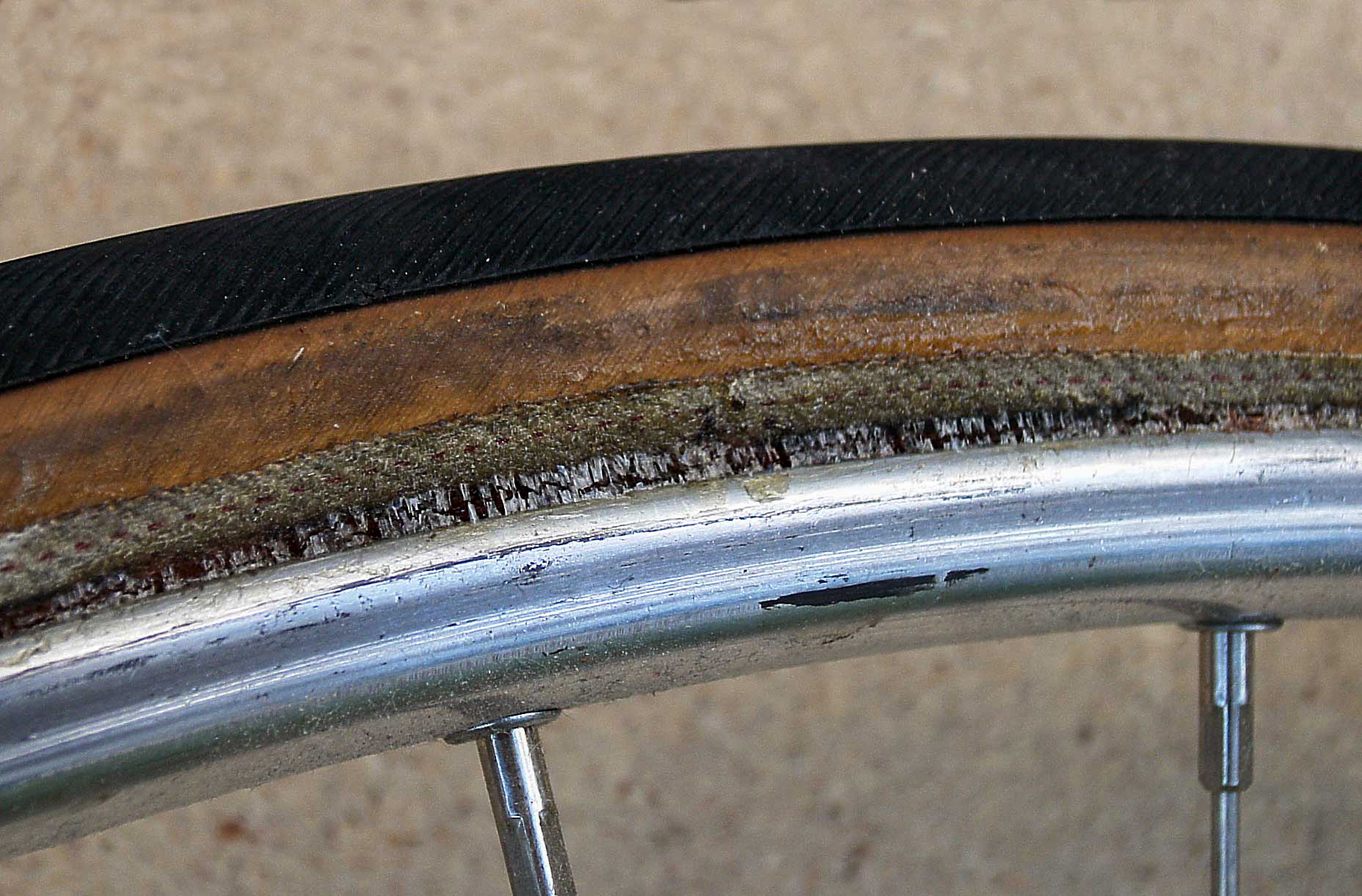
Tubolare visto da vicino, è possibile osservare il mastice di ancoraggio al cerchione

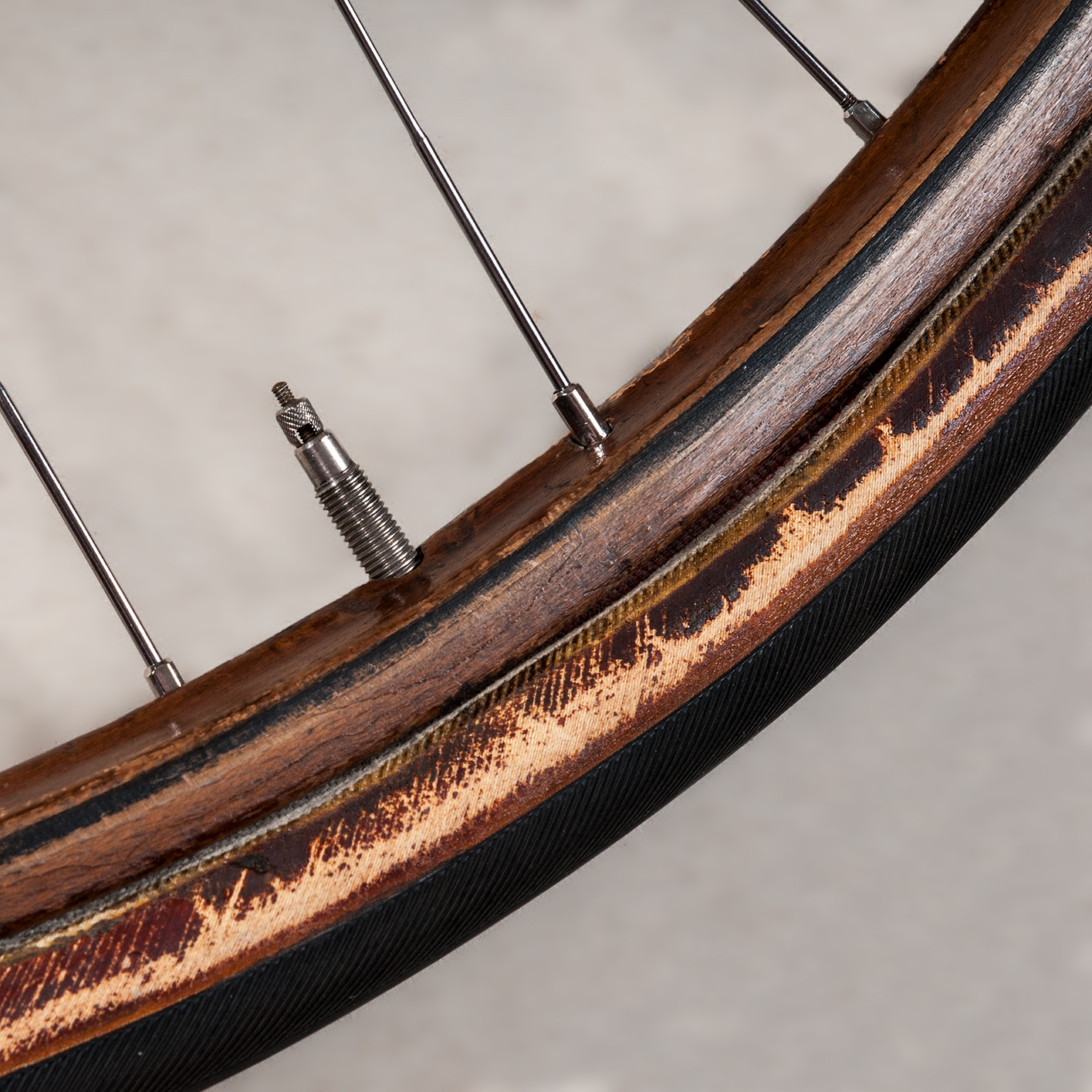

Il tubolare, comunemente chiamato palmer, è un tipo di pneumatico usato per le biciclette, in particolare quelle da corsa.

## Storia
La denominazione palmer deriva dall'inventore di questo tipo di pneumatico, lo statunitense John Palmer, che lo realizzò nel 1889, ottenendo il brevetto n.489.714, il 10 gennaio 1893. L'attività di Palmer, tuttavia, venne ostacolata da una causa giudiziaria promossa da un'azienda concorrente che aveva presentato il medesimo brevetto, poche settimane dopo. Fu il principale motivo per il quale John Palmer decise di trasferirsi a Londra, alla fine dello stesso anno, e dopo aver depositato il brevetto anche in Inghilterra, avviare un'impresa per la produzione dei suoi copertoni, denominata "London Palmer Tyre LdT.".
Costoso e facile alle forature, quanto limitato nella durata e complicato da riparare e sostituire, il tubolare non ebbe comprensibilmente successo presso la normale utenza. Venne però utilizzato dai corridori ciclisti, divenendo ben presto "obbligatorio", visto che l'uso dei tubolari comportava un aumento prestazionale, difficilmente colmabile per gli atleti che ne erano sprovvisti.
Nel ventennio successivo alla prima messa in commercio, furono molte le aziende europee a realizzare e offrire prodotti similari, ma rimase nel linguaggio comune l'uso del termine palmer per identificare lo speciale tipo di pneumatico da gara per biciclette.
Occorre aggiungere che, fino agli anni trenta, vennero costruiti costosi tubolari, anche ricoperti in seta, per automobili e motociclette di piccola e media cilindrata, da utilizzare nel corso dei tentativi per il conseguimento dei record di velocità; specialità molto seguita e di grandissimo prestigio in quegli anni. Il tubolare per auto e moto fu definitivamente abbandonato, allorché le sempre più elevate velocità raggiunte dai mezzi meccanici risultarono tali da provocare il rapido degrado della copertura in tela ed il conseguente scoppio dello pneumatico.
L'uso del tubolare nel ciclismo agonistico, invece, ha brillantemente superato la soglia del XXI secolo, non avendo trovato valida alternativa in alcune specialità della disciplina sportiva.

## Descrizione

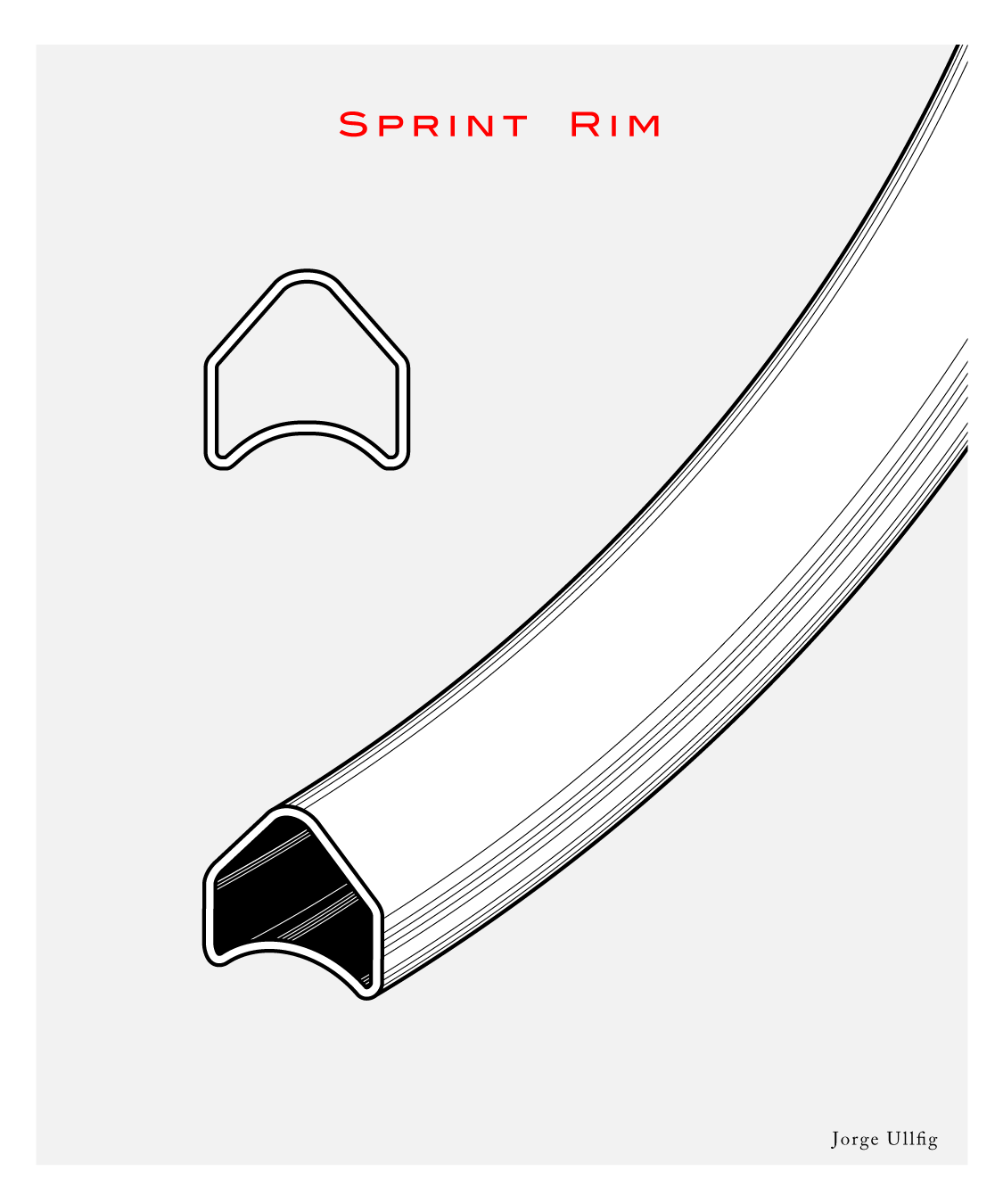
Profilo del cerchione del tubolare

Il tubolare è formato da una camera d'aria sulla cui parte superiore viene incollato un battistrada in nylon; nella parte interna del tubolare, quella a contatto col cerchione, viene applicato un tessuto per l'ancoraggio. Attualmente il tubolare è vulcanizzato in un unico pezzo, che viene incollato con mastice o più raramente con ceralacca su cerchioni profilati a U, con la gola interna a raggio molto ampio.

## Vantaggi e svantaggi
Il tubolare presenta alcuni vantaggi, quali:
- minor peso rispetto all'accoppiata copertoncino e camera d'aria e al pneumatico tubeless
- minori rischi di foratura, essendo completamente eliminati quelli per pizzicatura, frequenti invece per i copertoncini.
- minore resistenza al rotolamento rispetto al copertoncino.

Per contro, il tubolare presenta lo svantaggio della:
- sostituzione laboriosa al momento della foratura, operazione più complessa di quella del cambio della sola camera d'aria
- riparazione dei tubolari poco diffusa, in quanto l'operazione è piuttosto laboriosa e risulta preferibile sostituire l'intero tubolare.

## Impiego
A livello agonistico il tubolare è di gran lunga preferito al copertoncino proprio per i vantaggi che dà.
I tubolari si usano anche nel ciclismo su pista; sono in questo caso di tipo particolare, costruiti in seta o cotone e gonfiati fino a pressioni di 16 atmosfere.
Tuttavia molti amatori impiegano i tubolari prediligendoli ai copertoncini, altri invece ne alternano l'uso (usando i copertoncini, più facili da sostituire in caso di foratura, in allenamento, mentre in gara adottano i tubolari).
Fino agli anni ottanta la prevalenza dei ciclisti che usavano bici da corsa faceva ricorso ai tubolari anche per le bici da ragazzo o da bambino, con ruote di diametro minore. Oggi è assai raro riuscire a trovare tubolari da 24 e 26 pollici.